# 檜木祐穂
檜木 祐穂（ひのき ゆうほ、1996年11月21日 - ）は、富山県氷見市出身のハンドボール選手。日本ハンドボールリーグのプレステージ・インターナショナル アランマーレ所属。

## 経歴
高岡向陵高等学校時代は2012年に日本代表U-16に選出。
2013年は第5回女子ユースアジア選手権の日本代表U-18に選ばれた。
2014年の全国高等学校総合体育大会ハンドボール競技大会（インターハイ）では優秀選手賞を受賞した。
高校卒業後は東海大学へ進学し、2018年の関東学生ハンドボール・春季リーグで特別賞を受賞。同年の秋季リーグでは優秀選手に選ばれた。
2019年に日本ハンドボールリーグのプレステージ・インターナショナル アランマーレへ加入。

## 詳細情報

### 背番号
- 19 (2019年 - )

## 代表歴

### 日本代表U-18
- ユースアジア選手権 (2013年)

### 日本代表U-16
- 日韓スポーツ交流 (2012年)